# Campeonato Russo de Futebol de 2006 - Segunda Divisão
O Campeonato Russo de Futebol - Segunda Divisão de 2005 foi o décimo quinto torneio desta competição. Participaram vinte e duas equipes. O nome do campeonato era "Primeira Divisão" (Perváia Divizion), dado que a primeira divisão era a "Liga Premier". O campeão e o vice são promovidos e cinco são rebaixados para a terceira divisão.

## Participantes
| Equipe                       | Cidade            | Região                   | No ano anterior                                                    | Estádio                        | Capacidade | Títulos                 | Participações |
| ---------------------------- | ----------------- | ------------------------ | ------------------------------------------------------------------ | ------------------------------ | ---------- | ----------------------- | ------------- |
| FC Khimki                    | Khimki            | Oblast de Moscovo        | Quarto Lugar                                                       | Arena Khimki                   | 18.000     | 0 (não possui)          | 6             |
| FC SKA-Energiya Khabarovsk   | Khabarovsk        | Krai de Khabarovsk       | Décimo Segundo Lugar                                               | Estádio Lênin                  | 15.200     | 0 (não possui)          | 7             |
| FC Anji Makhachkala          | Mahackala         | Daguestão                | Décimo Primeiro Lugar                                              | Estádio Dínamo                 | 15.200     | 1 (1999)                | 7             |
| FC KAMAZ Naberejnye Chelny   | Naberejnye Chelny | Tartaristão              | Terceiro Lugar                                                     | Estádio KAMAZ                  | 10.000     | 1 (1992 Zona Central)   | 5             |
| FC Dínamo Makhachkala        | Mahackala         | Daguestão                | Sexto Lugar                                                        | Estádio Dínamo                 | 15.200     | 0 (não possui)          | 3             |
| FC Dínamo Briansk            | Briansk           | Oblast de Briansk        | Décimo Terceiro Lugar                                              | Estádio Dínamo                 | 10.100     | 0 (não possui)          | 3             |
| FC Oriol                     | Oriol             | Oblast de Oriol          | Oitavo Lugar                                                       | Estádio Central                | 14.600     | 0 (não possui)          | 3             |
| FC Kuban Krasnodar           | Krasnodar         | Krai de Krasnodar        | Quinto Lugar                                                       | Estádio Kuban                  | 32.000     | 0 (não possui)          | 9             |
| FC Volgar Gazprom Astracã    | Astracã           | Oblast de Astracã        | Décimo Quarto Lugar                                                | Estádio Central                | 21.500     | 0 (não possui)          | 6             |
| FC Fakel Voronej             | Voronej           | Oblast de Voronej        | Décimo Sétimo Lugar                                                | Estádio da Central Sindical    | 32.750     | 0 (não possui)          | 9             |
| FC Ural Sverdlovskaya Oblast | Ecaterimburgo     | Oblast de Sverdlovsk     | Sétimo Lugar                                                       | Estádio Central                | 30.000     | 0 (não possui)          | 4             |
| FC Spartak Níjni Novgorod    | Níjni Novgorod    | Oblast de Níjni Novgorod | Nono Lugar                                                         | Estádio Lokomotiv              | 17.856     | 0 (não possui)          | 2>            |
| FC Sibir Novosibirsk         | Novosibirsk       | Oblast de Novosibirsk    | Décimo Lugar                                                       | Estádio Spartak                | 12.500     | 0 (não possui)          | 6             |
| FC Avangard Kursk            | Kursk             | Oblast de Kursk          | Décimo Sexto Lugar                                                 | Estádio Trudovye Rezervy       | 11.329     | 0 (não possui)          | 2             |
| FC Alania Vladikavkaz        | Vladikavkaz       | Ossétia do Norte-Alânia  | Rebaixado do Campeonato Russo de Futebol de 2005                   | Estádio Republicano do Spartak | 32.464     | 0 (não possui)          | 1             |
| FC Terek Grozny              | Grózni            | Chechênia                | Rebaixado do Campeonato Russo de Futebol de 2005                   | Estádio Sultan Bilimkhanov     | 10.500     | 1 (2004)                | 5             |
| FC Lada Togliatti            | Togliatti         | Oblast de Samara         | Acesso pelo Campeonato Russo de Futebol de 2005 - Terceira Divisão | Estádio Torpedo                | 18.000     | 1 (1993 (Zona Central)) | 9             |
| FC Baltika Kaliningrado      | Kaliningrado      | Oblast de Kaliningrado   | Acesso pelo Campeonato Russo de Futebol de 2005 - Terceira Divisão | Estádio Baltika                | 14.000     | 1 (1995)                | 9             |
| FC Metallurg Krasnoyarsk     | Krasnoyarsk       | Krai de Krasnoyarsk      | Acesso pelo Campeonato Russo de Futebol de 2005 - Terceira Divisão | Estádio Central                | 22.500     | 0 (não possui)          | 7             |
| FC Mashuk-KMV Pyatigorsk     | Pyatigorsk        | Krai de Stavropol        | Acesso pelo Campeonato Russo de Futebol de 2005 - Terceira Divisão | Estádio Central                | 10.630     | 0 (não possui)          | 1             |
| FC Salyut Belgorod           | Belgorod          | Oblast de Belgorod       | Acesso pelo Campeonato Russo de Futebol de 2005 - Terceira Divisão | Estádio Salyut                 | 12.000     | 0 (não possui)          | 1             |
| FC Sodovik Sterlitamak       | Sterlitamak       | Bascortostão             | Acesso pelo Campeonato Russo de Futebol de 2005 - Terceira Divisão | Estádio Sodovik                | 6.200      | 0 (não possui)          | 1             |
| FC Angust Nasran             | Nazran            | Inguchétia               | Acesso pelo Campeonato Russo de Futebol de 2005 - Terceira Divisão | Estádio Rashid Aushev          | 3.500      | 0 (não possui)          | 1             |

## Regulamento
O campeonato foi disputado no sistema de pontos corridos em turno e returno. Ao final, o campeão e o vice eram promovidos para o Campeonato Russo de Futebol de 2007 e cinco equipes eram rebaixadas diretamente para o Campeonato Russo de Futebol de 2007 - Terceira Divisão.

## Resultados do Campeonato
Khimki foi o campeão; junto com o vice, Kuban, foi promovido para a primeira divisão russa.

Spartak de Níjni Novgorod, Fakel, Oriol, Metallurg de Krasnoiarsk e Angust foram rebaixados para a terceira divisão russa.

Volgar-Gazprom, Dínamo de Makhachkala e Lada de Togliatti se licenciaram antes do fim do campeonato e também foram rebaixados.

## Campeão
| Campeão Russo da Segunda Divisão de 2006 |
| ---------------------------------------- |
| FC Khimki 1° Título                      |